# Емануела
Емануела (фр. Emmanuelle) је француски еротски филм из 1974. године. Режију је урадио Жист Жакен по истоименом роману списатељице Емануеле Арсан.

## Радња
Филм описује сексуалне авантуре главног лика — лепе младе Францускиње Емануеле. Емануела (коју глуми Силвија Кристел) је млада манекенка која долази у Бангкок како би се придружила супругу, нешто старијем господину Жану. Он ради у француској амбасади, уживајући све благодати које дипломатија пружа, док га опслужују верне слуге.
Емануела воли супруга јер ју је много тога научио, а он њу јер је добра ученица, увек спремна за акцију. Обоје толеришу ванбрачне афере, Жан чак подстиче Емануелу у томе уводећи је у свет сексуалне екстазе какав није могла ни замислити.
Млада Мари-Анж све чешће се појављује у њиховом дому. Близак однос између ње и Емануеле нимало не смета Емануелином супругу, међутим Емануела баца око на старију Би с којом одлази на излет у џунглу. То је почетак прве Емануелине велике авантуре на којој истражује своју сексуалност.

## Улоге
| Глумац          | Улога    |
| --------------- | -------- |
| Силвија Кристел | Емануела |
| Ален Куни       | Марио    |
| Марика Грин     | Би       |
| Данијел Сарки   | Жан      |
| Жана Колетен    | Аријана  |
| Кристин Буасон  | Мари-Анж |

## Културни утицај и цензура
Филм Емануела спада у класике европског и светског еротског филма. Међутим, упркос популарности, филм је био забрањен од стране тадашњег француског председника Жоржа Помпидуа. Тек са доласком његовог наследника, Валери Жискар Д'Естена (његова љубавница је била Силвија Кристел), филм је пуштен у биоскопе. 
У више земаља је било различито трајање филма: у бившем Совјетском Савезу 90 минута, 98 минута у Аргентини, у САД је било две верзије филма - од 89 минута и 95 минута (за различите старосне групе), у Јужној Кореји 85 минута, у Западној Немачкој - 93 минута. Оригинална дужина филма је 105 минута.